# Ducato di Bari
Il Ducato di Bari è stato un ducato del Regno di Napoli, comprendente i territori di Acquaviva delle Fonti, Bari, Modugno, Ostuni (dal 1506), Palo del Colle e Rossano.

## Storia

### Sotto il principe di Taranto Orsini del Balzo
All'inizio del XV secolo Modugno dipendeva dal Governatore di Bari e sarà così fino al 1440 quando venne in possesso di Giovanni Antonio Orsini Del Balzo, principe di Taranto.
Nella prima metà del XV secolo, gli Aragonesi intrapresero la conquista del Regno di Napoli partendo dalla Sicilia. In Puglia, la contesa vide fronteggiarsi il principe di Taranto Giovanni Antonio Orsini Del Balzo dalla parte degli Aragonesi e il capitano di ventura Giacomo Caldora nominato dagli Angioini feudatario di Bari e Bitonto.
Giacomo Caldora pose Modugno sotto assedio a fine agosto 1436, con il genero conte di Avellino Troiano Caracciolo, ma non ebbe successo e si accontentò di devastare uliveti e mandorleti nelle compagne circostanti. Scontri e ritorsioni tra le città che parteggiavano per le due fazioni ebbero termine solo quando Alfonso d'Aragona riuscì a impossessarsi del trono di Napoli nel 1442 con l'aiuto di Filippo Maria Visconti.
Alfonso d'Aragona riconfermò al fedele principe di Taranto tutti i possedimenti che aveva conquistato nelle lotte appena concluse: Modugno era feudo di Gian Antonio Orsini e vi rimase per tredici anni, odiato dalla popolazione per il suo fare tirannico.
L'Orsini e il Duca di Milano Francesco Sforza supportarono il monarca aragonese anche durante la congiura dei baroni che volevano il ritorno degli Angioini. Il re Ferdinando I ricompensò il primo con la riconferma nel 1462 di tutti i suoi possedimenti, tra cui il feudo di Modugno. Per consolidare l'alleanza con il Duca di Milano, intraprese una politica matrimoniale e promise al futuro genero Sforza Maria Sforza di concedergli in feudo Rossano, feudo di uno dei capi della congiura dei baroni. 
Tuttavia, nel corso della guerra, il Principe di Rossano si riappacificò con il re di Napoli Ferdinando I, il quale dovette trovare una alternativa per onorare la promessa.
La soluzione arrivò per un evento casuale: la morte senza eredi di Gian Antonio Orsini, principe di Taranto e duca di Bari. Questo evento permise a Ferdinando I di concedere a Francesco Sforza il Ducato di Bari, al posto delle promesse terre di Rossano.
Alla morte del principe di Taranto Gian Antonio Orsini, accaduta il 13 novembre 1463 ad Altamura, i suoi possedimenti, tra cui Modugno, tornarono al demanio, ovvero al re di Napoli. Questa libertà dal giogo feudale, seppur di breve durata, avrà un ruolo importante per le rivendicazioni di libertà che i modugnesi attueranno nei secoli successivi. Ferdinando I, incontrò in Altamura gli ambasciatori di Modugno pochi giorni dopo la morte dell'Orsini e concesse a Modugno l'esenzione dai dazi sull'esportazione dell'olio e sul mercato domenicale.

### Periodo sforzesco
Il 19 giugno 1464, il re di Napoli Ferdinando I propose a Francesco Sforza il ducato di Bari e delle due città di Modugno «che è optima cosa» e di Palo del Colle, al posto delle terre del principe di Rossano, promesse come ricompensa per il supporto nella repressione della congiura dei baroni. Ferdinando I il 9 settembre 1464 emise il privilegio di donazione in cui afferma che ha sempre tenuto «Sforza Maria Sforza fra le persone più care e sempre lo ha amato e tenuto in luogo di figlio al pari di Eleonora, promessagli in isposa, sia per il vincolo di parentela, sia per la sua indole singolare e sia per gli innumerevoli benefici ricevuti dal padre Francesco [...] Perciò ben volentieri dona in perpetuo a lui ed ai suoi legittimi eredi e successori di entrambi i sessi la città di Bari e le terre di Palo e Modugno con i loro castelli, casali, uomini, vassalli, redditi dei vassalli, feudi, feudatari, subfeudatari, angari, parangari, dogane, diritti delle dogane e qualsiasi altro diritto derivante dall'utile dominio, con le case, possedimenti, oliveti, vigne, giardini, ecc., col banco della giustizia per la cognizione delle cause civili e gli altri diritti, giurisdizioni, ragioni, ecc., spettanti di consuetudini e di legge o in altro modo alle dette terre, e con titolo di ducato..., accorda che Sforza Maria Sforza e i successori portino il titolo di duca di Bari in tutti gli atti e le scritture, e godano dei favori, libertà e onori dei baroni e dei duchi».
Prima di prendere possesso del ducato, gli Sforza chiesero al loro rappresentante nel regno di Napoli, Antonio da Trezzo, di elaborare una relazione a proposito della situazione economica e delle entrate fiscali del il nuovo feudo di Bari, Modugno e Paolo del Colle. Nella sua lettera del 14 gennaio 1465, Antonio da Trezzo descrive Modugno agli Sforza come «terra grassa, grossa et importante, ma quasi de nulla intrata», ovvero di poche entrate fiscali per il duca. Nonostante siano state formulate diverse ipotesi, non esistono motivazioni documentate che spieghino come mai una città come Modugno pagasse poche tasse al duca. Infatti, Bari aveva entrate fiscali sulla produzione dell'olio di circa 6 000-7 000 ducati, mentre Palo del Colle di circa 1 200 ducati, ma in quel periodo Modugno aveva una popolazione di gran lunga superiore a quella di Palo del Colle e di circa la metà di quella di Bari (Modugno era abitata da 248 famiglie, mentre Bari 582) oltre che ampie coltivazioni a uliveti.
Dopo il consenso degli Sforza ad accettare il ducato di Bari, il 12 ottobre 1465 si svolse a Bari, nella basilica di San Nicola la cerimonia di consegna del Ducato di Bari e delle terre di Modugno e di Palo a Sforza Maria Sforza, rappresentato da Azzo Visconti. Il governo del Ducato di Bari, Modugno e Palo venne tenuto da Francesco Sforza e poi da sua moglie Bianca Maria Visconti, in quanto il figlio, Sforza Maria, era minorenne. Il re di Napoli concesse al Duca di Bari anche il diritto di riscuotere le tasse (il cosiddetto focatico) in base ai “fuochi” (alle famiglie) e di prelevare gratuitamente il sale dalle saline del Governo di Napoli. In questa maniera venne creato il ducato di Bari, Modugno e Palo, dando avvio a un periodo, che durerà circa un secolo, di crescita economica e sviluppo politico, causati dall'incremento dei rapporti con il florido ducato di Milano. Questo sarà uno dei momenti di massimo splendore per Modugno.
Azzo Visconti fu amato dalla popolazione e il suo governo fu giusto ed equilibrato: quando affidò al barese Domenico de Afflicti la carica di Capitano di Modugno (il Capitano era il rappresentante dell'autorità locale ed era sempre forestiero) la popolazione fece ad Azzo le proprie rimostranze per una disputa relativa al pagamento delle collette, in corso tra Bari e Modugno. Visconti accolse la richiesta dei modugnesi e rimosse Domenico de Afflcti dal suo incarico. Il duca Sforza Maria Sforza lodò la sua rettitudine e la sua fedeltà alla Casa Sforza e lo riconfermò nel suo ruolo nel 1467. Quando Azzo lasciò il suo ufficio due anni dopo, lo Sforza nominò governatore il figlio, Gaspare Visconti.
Alla morte di Francesco Sforza gli subentrò il suo primogenito Galeazzo Maria Sforza.
Galeazzo Sforza venne assassinato il 26 dicembre 1476 e Gian Galeazzo, di appena otto anni, divenne il nuovo duca di Milano, con la reggenza della madre Bona di Savoia che si avvaleva dell'aiuto del cancelliere Cicco Simonetta.
I fratelli di Gian Galeazzo (Sforza Maria, Ludovico, Ascanio e Ottaviano) dopo un tentativo fallito di cacciare Cicco Simoetta e prendere la reggenza, vennero cacciati da Milano: Maria Sforza venne mandato a Bari, nel proprio ducato, dove si dedicò ad allevare rinomate razze di cavalli. Morì senza eredi il 29 luglio 1479 e il ducato tornò al re di Napoli. Il 14 agosto il re Ferdinando I di Napoli concesse il ducato al fratello di Sforza Maria, Ludovico il Moro, con una ordinanza del 14 agosto 1479.

### Conflitto tra Ducato di Milano e Regno di Napoli
Ludovico il Moro non andò mai nel proprio ducato che fu amministrato da governatori: nel 1482 è governato da Benedetto Castiglioni, due anni dopo da sua sorella Ippolita, moglie di Alfonso II. Si ricordano anche i nomi dei governatori Giovanni Ermenziano e Paduano Macedonio. A partire dal 1480 duchessa di Bari fu anche intitolata Beatrice d'Este, nipote e figlia adottiva del re, per volontà dell'avo Ferrante che la concedeva in sposa a Ludovico.

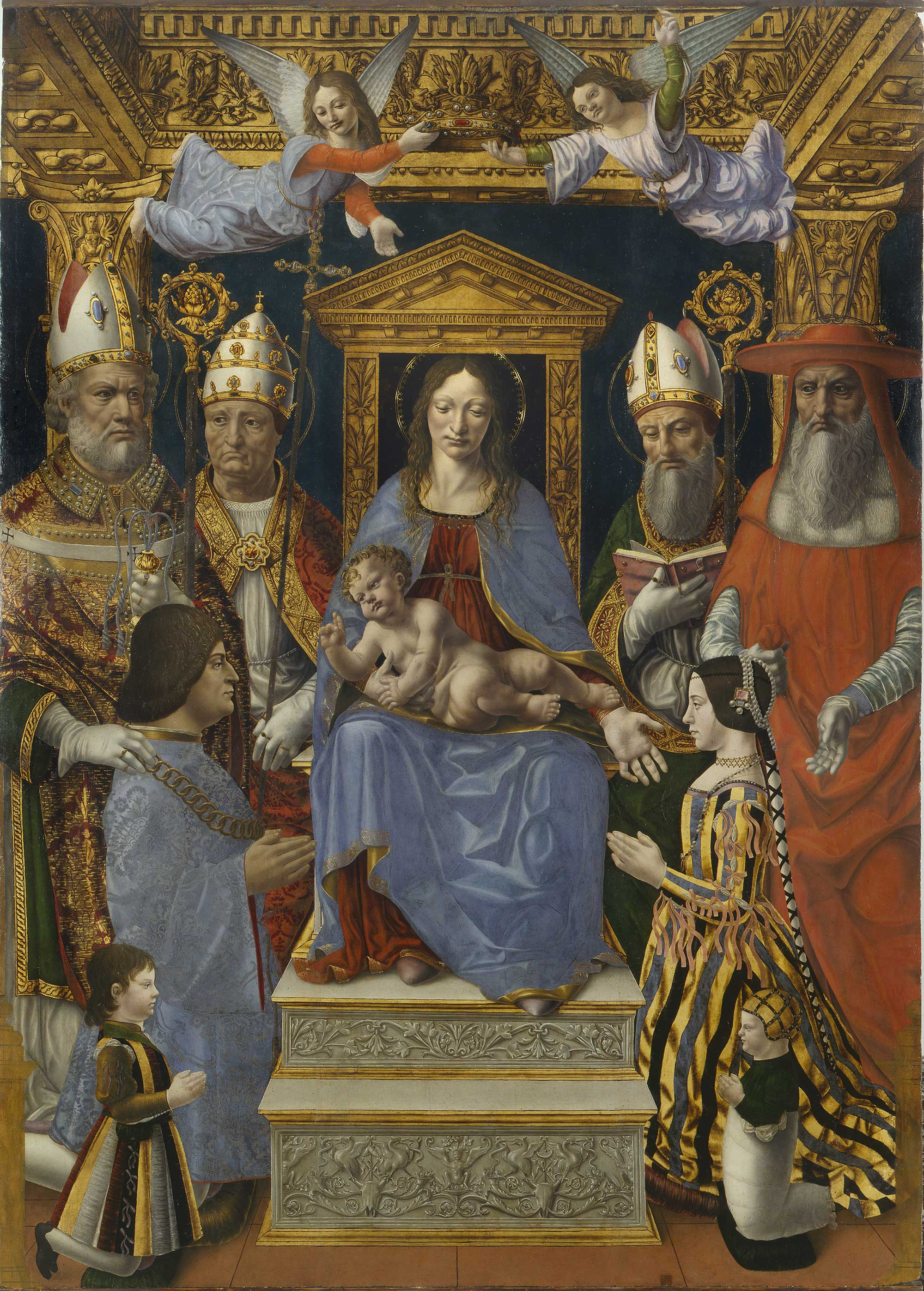
Ludovico il Moro e sua moglie Beatrice d'Este, duchi di Bari, nella Pala Sforzesca.

Ludovico mirava al Ducato di Milano e, facendo dichiarare Gian Galeazzo maggiorenne all'età di 11 anni, riuscì a persuadere la reggente Bona di Savoia ad allontanare Cicco Simonetta impossessandosi del governo effettivo del ducato. Inoltre, conduceva una politica che oscillava tra la Repubblica di Venezia e il Regno di Napoli. Tutto ciò impensieriva i napoletani e in particolar modo l'erede al trono, Alfonso II, padre di Isabella promessa a Gian Galeazzo. Il re Ferdinando I di Napoli, era occupato con i Saraceni che nel 1480 erano sbarcati a Otranto e con una rivolta dei Baroni. Ludovico il Moro aiutò re Ferdinando a sopprimere la ribellione e perciò, nel 1487, vide riconfermato il Ducato di Bari ottenendo, inoltre, il principato di Rossano e la contea di Burello (vicino Palmi), Rossano e Longobucco, tolte ai baroni ribelli.
Nel 1488 venne celebrato il matrimonio tra Gian Galeazzo Sforza, di 19 anni e Isabella d'Aragona di 18. Isabella, a Milano, non sopportava lo strapotere del Moro che usurpava a suo marito il titolo di Duca. Nel 1493 scrisse al padre Alfonso II per denunciare la situazione ma la reazione voluta da Alfonso II fu frenata dalla prudenza del re Ferdinando I.
Quando nel 1494 Alfonso II salì al trono di Napoli dichiarò subito guerra al Moro e come primo segno di ostilità fece occupare i ducati di Bari e di Rossano. L'esercito aragonese, comandato dal giovane Ferrandino, entrò in Romagna nel momento in cui Carlo VIII di Francia venne accolto da Ludovico il Moro che lo aveva chiamato in proprio aiuto. Il 21 ottobre 1494 Gian Galeazzo moriva a Pavia all'età di 25 anni e il giorno successivo Ludovico si fece proclamare Duca di Milano.
Carlo VIII entrò in Napoli il 22 febbraio 1495 e inviò Macedonio Paduano, a suo tempo governatore di Bari, a occupare il ducato e i territori calabresi per conto del Moro. I cittadini di Bari, Modugno e Palo si mostrarono felici di tornare sotto la guida degli Sforza che avevano sempre condotto un governo giusto e portato sviluppo economico. Alla morte dell'amata moglie Beatrice d'Este, nel 1497, Ludovico (ormai duca di Milano) rinunciò all'intero ducato in favore del loro secondogenito Sforza Francesco, ancora infante. Il 20 luglio 1498 giunse a Bari il nuovo Governatore, Giacomo dei Marchesi Pallavicini de' Scipione.
Più tardi Ludovico il Moro si spostò nella parte avversa ai Francesi alleandosi con la Repubblica di Venezia, lo stato della Chiesa, Ferdinando il Cattolico e l'imperatore d'Austria. Carlo VIII dovette tornare in Francia nel giugno 1495 e Ferdinando II fece ritorno sul trono di Napoli. Egli e il suo successore Federico confermarono a Ludovico il moro il possesso del ducato. Tuttavia il Moro, non poté occuparsi molto del ducato, e ne affidò la gestione al viceduca Giovanni Erminzani.

### Discesa in Italia di Luigi XII

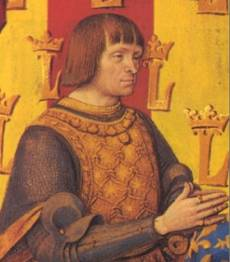
Luigi XII

Il successore di Carlo VIII, Luigi XII, scese in Italia con l'intento di conquistare il Regno di Napoli, e il Ducato di Milano, sul quale vantava dei diritti di successione quale discendente dei Visconti da parte materna.
Ludovico il Moro, prima di fuggire presso l'Imperatore Massimiliano d'Austria, per impedire che in sua assenza venisse eletto duca il figlio di Isabella d'Aragona, Francesco, cercò di portarlo con sé in Germania. Per l'opposizione di Isabella e della popolazione milanese, adottò un altro stratagemma: concesse a Isabella i feudi in Puglia e in Calabria, a patto che vi si recasse di persona (successivamente, avrebbe potuto far dichiarare invalida tale concessione perché il Moro era solo usufruttuario di quei territori, mentre il Duca risultava essere suo figlio).
Isabella temporeggiava in attesa di Luigi XII nella speranza che questi facesse eleggere Duca suo figlio. Inviò un suo parente, Alessandro Pagano, a prendere possesso dei territori nel Sud Italia ma gli ufficiali di Ludovico si rifiutarono di consegnare i poteri avendo ricevuto direttive di cedere le terre esclusivamente a Isabella.
Nel Ducato di Bari si venne a creare una situazione complessa che durò sino alla sconfitta di Ludovico il Moro, l'8 aprile 1500. L'unica persona che avrebbe potuto risolverla, il re di Napoli Federico, tergiversava in attesa degli eventi.
All'arrivo di Luigi XII a Milano, il piccolo figlio di Isabella, Francesco, venne mandato in un'abbazia in Francia. Isabella d'Aragona dovette far ritorno a Napoli, con le figlie Bona Sforza e Ippolita, perché era arrivata nel ducato la notizia dell'imminente ritorno di Ludovico aiutato dall'Imperatore e da mercenari svizzeri. Ludovico entrò a Milano il 5 febbraio 1500 e Federico di Napoli fu costretto - sull'onda di questi successi - a riconoscere al Moro il possesso dei territori in Puglia e Calabria, a discapito di sua nipote Isabella.
Il 9 aprile, tuttavia, Ludovico venne definitivamente sconfitto a Novara. Il 24 maggio Federico concesse finalmente i territori contesi a Isabella d'Aragona. Luigi XII, conquistato il Ducato di Milano, prese di mira il regno di Napoli secondo quanto stabilito nell'accordo con Ferdinando il Cattolico col quale si definiva la spartizione del regno. Gli eserciti Francese e Spagnolo invasero il regno di Napoli nel luglio 1501 e Federico dovette consegnarsi ai suoi avversari. Ebbe così termine la dominazione aragonese durata 59 anni.

### Arrivo di Isabella d'Aragona nel Ducato di Bari

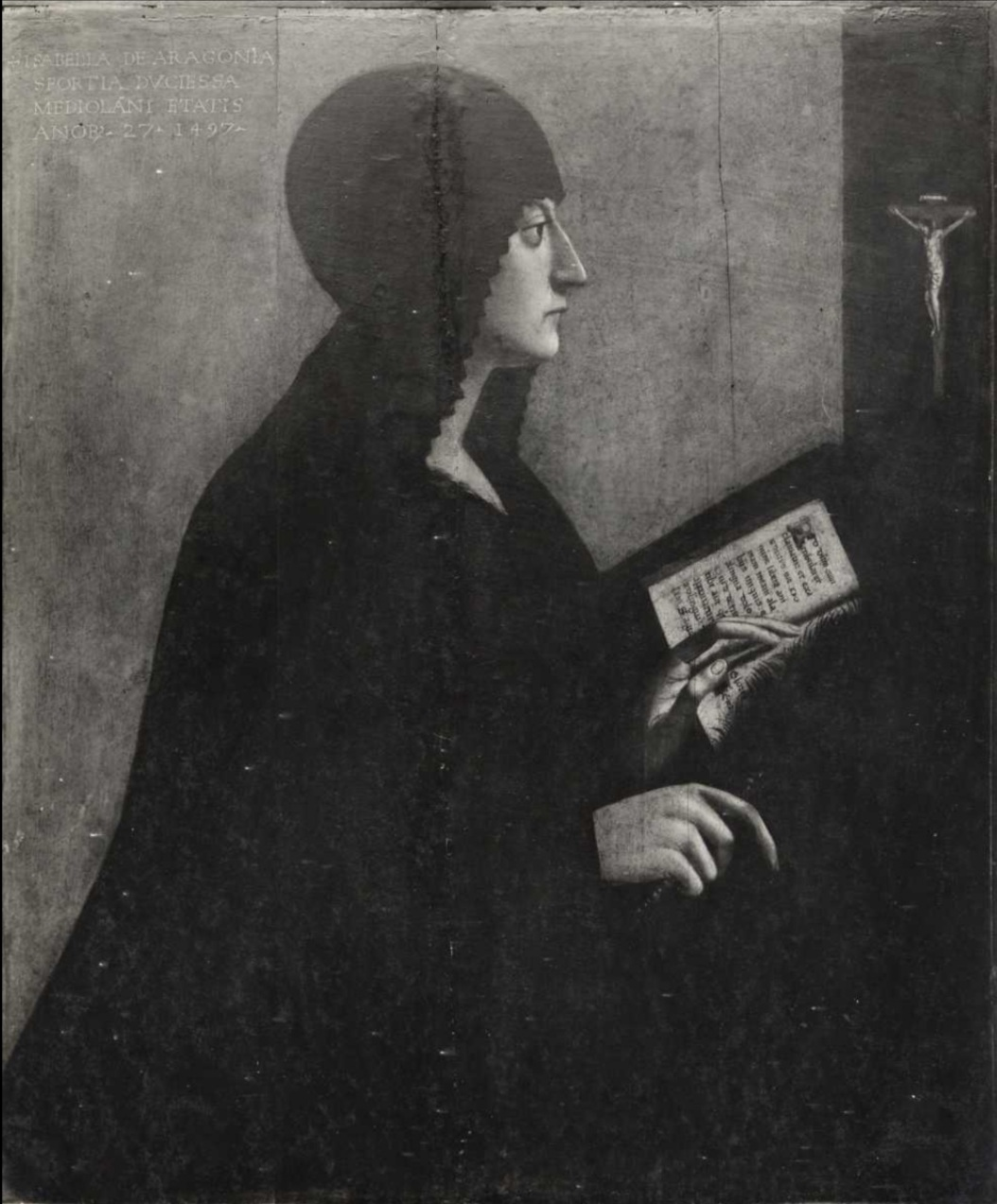
Isabella d'Aragona

Nel 1500 i feudi governati da Isabella d'Aragona erano costituiti da Bari, Modugno e Palo in Puglia, e da Rossano, Longobucco, Borrello e Rosarno in Calabria, dei quali con qualche difficoltà entrò in possesso Alessandro Pagano, procuratore di Isabella.
La posizione di Isabella d'Aragona quale duchessa di Bari, Modugno e Palo del Colle era precaria. La donazione del Moro era illegale in quanto il Duca di Bari risultava essere il figlio di Ludovico, Francesco Sforza; la conferma della donazione era stata fatta dal re Federico quando era già stato spodestato apponendo una data precedente; inoltre, i nuovi padroni del Sud Italia erano nemici della sua famiglia.
Isabella dovette fare atto di sottomissione agli Spagnoli che le concessero il permesso di prendere possesso del ducato e degli altri territori in Calabria. Isabella arrivò a Bari nel settembre 1501, con sua figlia Bona e si stabilì nel castello Normanno-Svevo di Bari che fece modificare per adeguarlo con le più moderne tecniche di difesa dalle armi da fuoco.
Diverse famiglie lombarde, fedeli alla duchessa, la seguirono in Puglia. Già altre famiglie forestiere si erano stabilite nelle tre città del ducato nei precedenti governi degli Sforza, per occuparsi di commerci o per rivestire cariche di potere. Tra le famiglie che si stabilirono a Modugno in questo periodo si ricordano i Cornale, i Cesena, i Capitaneo e gli Scarli. Isabella incoraggiò l'integrazione di queste nuove famiglie con la popolazione locale attuando una politica di promozione dei matrimoni.

### Guerra tra francesi e spagnoli per il controllo dell'Italia meridionale
Il Trattato di Granata che aveva unito francesi e spagnoli per la conquista del Regno di Napoli, stabiliva la divisione del regno tra le due potenze ma, dopo la conquista, esse iniziarono una disputa per contendersi i territori del Sud Italia. Il 24 aprile 1502 il Gran Capitano spagnolo Consalvo di Cordova confermava alla terra di Modugno la Fiera di San Pietro Martire. Nel contempo i primi scontri tra spagnoli e francesi si verificarono il 19 luglio 1502. In quel contesto ebbe luogo la celebre Disfida di Barletta, il 13 febbraio 1503.
Il quartier generale degli spagnoli era a Barletta e le conseguenze del conflitto si fecero sentire anche nel ducato barese. Isabella aiutò gli Spagnoli inviando loro truppe e inviando rifornimenti al porto di Barletta. Quando i Francesi occuparono la vicina Bitonto dovettero decidere se porre l'assedio a Bari, ma vi rinunciarono ritenendo «ignobile e molto vergognoso a uomini forti (combattere) una femina».
Il conflitto si risolse in favore degli spagnoli che sconfissero definitivamente i francesi nella battaglia di Cerignola nel 1504. Gli spagnoli confermarono a Isabella il possesso del Ducato di Bari. Tuttavia, 17 febbraio 1507, in seguito agli accordi di pace tra francesi e spagnoli, Isabella d'Aragona dovette rinunciare ai feudi calabresi di Borrello e Rosarno che ritornarono ai precedenti feudatari; in sostituzione ebbe i feudi pugliesi di Ostuni, Villanova e Grottaglie.
Iniziò così il dominio spagnolo che durò fino al 1713.

### Il governo di Isabella d'Aragona
(Vito Masellis nella “Storia di Bari”, Edizione Italiana, Bari 1965)
Isabella d'Aragona introdusse nel suo piccolo ducato lo spirito di rinnovamento e la capacità di investire in opere pubbliche caratteristiche del Ducato di Milano. Col suo governo, autoritario ma illuminato, incrementò la prosperità del suo feudo; cercò di incrementare il commercio allargando i privilegi concessi ai milanesi anche ai commercianti provenienti da altre città. Attuò diverse iniziative a favore del popolo: sorvegliò i pubblici ufficiali in modo che non commettessero soprusi sulla popolazione; difese il privilegio di accedere alle saline del Regno di Napoli; difese i cittadini del ducato nei contenziosi con le città vicine; esentò i contadini dal pagamento dei dazi sulla macinazione delle olive. Favorì la pubblica istruzione ottenendo che ogni convento affidasse a due frati il compito di insegnare alla popolazione; concesse agevolazioni agli insegnanti come l'aumento di stipendio, l'esenzione dalle franchigie e l'alloggio gratuito.
Amò circondarsi di artisti e letterati; chiamò a corte lo scrittore modugnese Amedeo Cornale. In questo periodo risale il primo libro stampato a Bari (opera di Nicola Antonio Carmignano del 1535, ora conservata al Museo Civico di Bari). Tra le opere pubbliche create a Bari da Isabella d'Aragona si ricordano il rifacimento del molo, la ristrutturazione del castello (le successive modifiche hanno sostituito gli elementi introdotti dalla duchessa) e il progetto di circondare la città con un canale per migliorarne la difesa.
Viene rimproverata a Isabella la sua politica fiscale oppressiva promossa dal suo ministro Giosuè De Ruggiero (che, peraltro, riuscì a comprarsi nel 1511 il feudo di Binetto e che venne cacciato alla morte della duchessa). L'asprezza fiscale venne incrementata in occasione del matrimonio della figlia Bona Sforza con il re Sigismondo I Jagellone.
I cittadini modugnesi lamentarono anche i soprusi del proprio arcivescovo Gian Antonio De Ruggiero (eletto arcivescovo per intercessione del potente fratello Giosuè) il quale approfittava della propria posizione per arricchirsi. Le vessazioni continuarono anche quando Gian Antonio De Ruggiero divenne Vescovo di Ostuni nel 1517 (nel 1507 Isabella d'Aragona era entrata in possesso del feudo di quella città al posto delle due cittadine calabresi di Burello e Rosarno) e mantenne i benefici delle chiese modugnesi. Il popolo, esasperato, scrisse una lettera nel 1527 alla duchessa Bona, che successe alla madre Isabella denunciando con toni molto duri la situazione e, successivamente, chiesero che non venisse eletto nessun altro arciprete che non fosse di Modugno. Non si ricorda nessun altro arciprete straniero fino al 1826 quando venne eletto Nicola Affatani di Gioia del Colle.

### Matrimonio di Bona Sforza e ultimi anni di Isabella

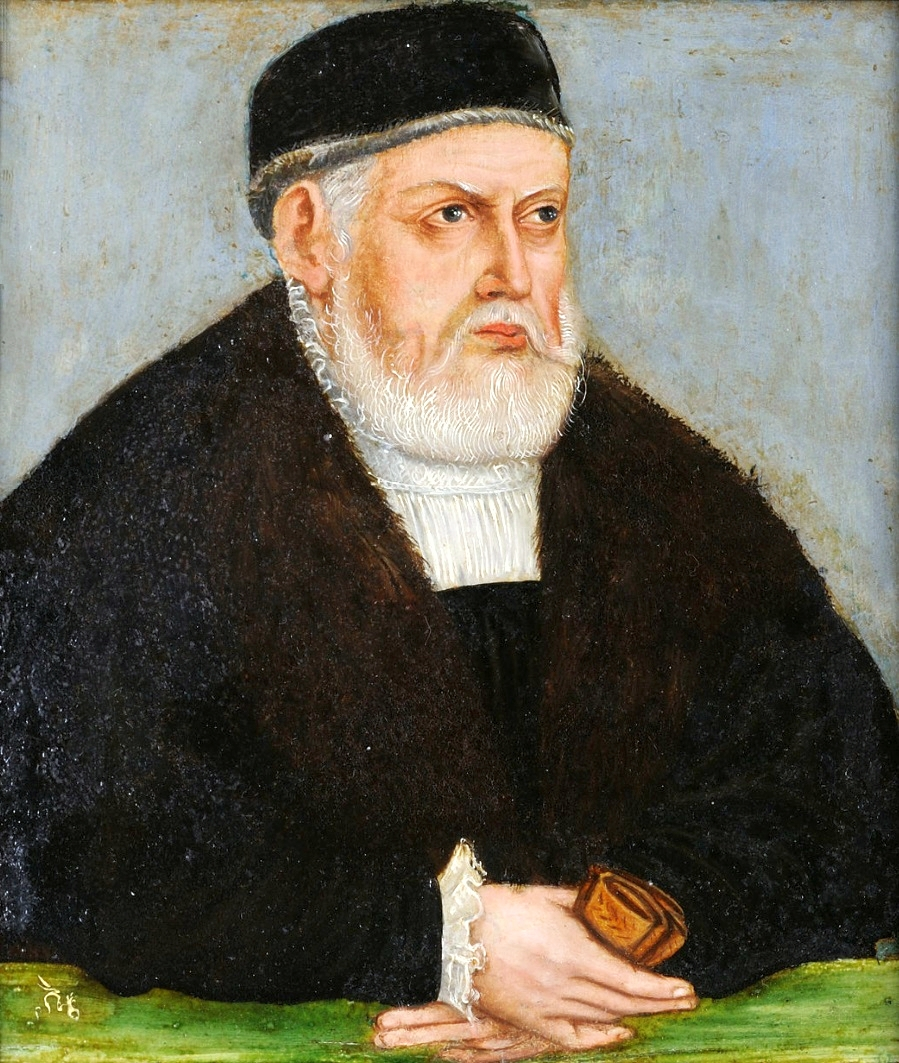
Sigismondo I Jagellone, detto il Vecchio

Con la perdita dei figli (le era rimasta solo Bona), Isabella d'Aragona vedeva affievolirsi le speranze di riottenere il Ducato di Milano. Isabella tentò di concedere la figlia in marito a Massimiliano Sforza, primogenito di Ludovico il Moro che nel 1513 era diventato duca di Milano. Nel 1515, però, il nuovo re di Francia Francesco I ritornò in possesso del ducato.
A quel punto, dopo diversi contatti, ci si orientò verso l'attempato re di Polonia, Sigismondo I Jagellone. Bona portò in dote il Ducato di Bari (che avrebbe ricevuto alla morte di Isabella) e 500 000 ducati. Per la dote e per le spese dello sfarzoso matrimonio, come si è visto, vennero imposte nuove tasse. Il Capitolo di Modugno contribuì con la somma di 300 ducati.
Inoltre, vennero richieste preghiere speciali. Negli archivi parrocchiali modugnesi si conserva questa lettera di Isabella:
Al recepere di questa vi preghiamo vogliate ordinare ad tucti li Sacerdoti di questa nostra terra che ogni Lunedì incomenzando dal primo prossimo che vene, vogliano celebrare la Missa de Spiritu Santo et ad orar al nostro Signore Iddio ne faza contento de quello desideramo.
Bari, 9 Iannuari 1517»
(lettera di Isabella d’Aragona all’Arciprete di Modugno)
Il matrimonio venne celebrato con grande sfarzo a Napoli, il 6 dicembre 1517 e i festeggiamenti durarono dieci giorni. Il 3 febbraio 1518 Bona partì verso la Polonia dalla quale amministrerà il suo ducato dalla morte della madre sino al 1556 quando vi fece ritorno.
In diverse occasioni Isabella si propose di raggiungere la figlia in Polonia, ma dovette sempre rinunciare. Nell'ottobre del 1519, per la nascita del primogenito di Bona, si mise in viaggio ma in Polonia scoppiò una guerra e dovette fermarsi a Roma dove fu accolta da Papa Giulio II.
Mentre Isabella era a Napoli, scoppiò nel Meridione un'epidemia di peste. La duchessa contrasse il morbo e nonostante la malattia, voleva recarsi nel suo ducato per dirigerne la successione alla propria figlia. Morì a Napoli, in Castel Capuano, il 12 febbraio 1524 all'età di 54 anni.

### Contestazioni dopo la successione
Bona Sforza successe a sua madre Isabella nella guida del Ducato di Bari. Il 24 maggio 1524 designò come Governatore il barese Ludovico Alifio il quale dovette fare i conti con una insurrezione popolare che cacciò dalla città il ministro De Ruggiero.
Si ipotizza che questa insurrezione sia stata fomentata anche da Francesco II Sforza, che voleva tornare in possesso del ducato.
Infatti Francesco II chiese il riconoscimento del proprio diritto (la concessione del ducato era stata effettuata dal Moro quando era usufruttuario e non duca) a Carlo V, il quale, volendo il ritorno del piccolo ducato al demanio, preferì assecondare la richiesta di Francesco II (di salute malferma e senza eredi) piuttosto che quella di Bona (che aveva già un erede). Venne aperto un dibattito processuale nelle cui more fu concesso a Bona di proseguire nel governo del Ducato.
Le prospettive di Bona peggiorarono quando la sua controparte divenne l'imperatore in persona: Francesco II Sforza e Carlo V erano alleati contro Francesco I di Francia. Quando questi venne sconfitto nella decisiva battaglia di Pavia, Carlo V concesse a Francesco II il titolo di Duca di Milano. Francesco II per ringraziamento regalò all'imperatore i (contestati) territori di Puglia e Calabria.
La situazione di Bona sembrò ulteriormente e del tutto compromessa quando l'8 gennaio 1528 fece la propria deposizione al tribunale Vito Pisanelli, ex segretario di Federico I di Napoli. Pisanelli dichiarò che il documento con cui il re concedeva il ducato a Isabella portava una data antecedente a quando effettivamente era stato compilato (25 luglio 1501), quando il re era già stato detronizzato. Carlo V preferì soprassedere e lasciare il ducato a Bona Sforza. La motivazione di tale gesto deve essere ricercata negli avvenimenti del conflitto franco-spagnolo.
Francesco I di Francia, dopo la prima sconfitta si fece promotore della Lega di Cognac (1526) per riprendere la lotta col suo rivale Carlo V il quale chiamo i Lanzichenecchi che saccheggiarono Roma. Francesco I inviò in Italia l'esercito comandato dal generale Lautrec che combatté i Lanzichenecchi nel Sud Italia e nel gennaio 1528 arrivò in Puglia, dai cui porti poteva ricevere i rifornimenti dall'alleata Repubblica di Venezia.
Bona Sforza, nonostante l'avanzata dei Francesi dichiarò la propria lealtà agli Spagnoli. Le truppe di Lautrec assaltarono la torre di Sant'Andrea, che era lungo la strada tra Modugno e Bari, venendo respinti dalla guarnigione della torre. La guerra continuò con devastazione da parte dei Francesi e degli Spagnoli e, probabilmente, in questo periodo venne distrutta la borgata di Balsignano. Negli eventi della guerra, nel territorio della Puglia centrale prese il sopravvento la fazione francese e i baresi aprirono le porte ai francesi e agli alleati veneziani il 16 giugno 1528, mentre la fazione filospagnola si rifugiava nel castello. Nonostante la vittoria locale dei francesi, la guerra si concluse a favore di Carlo V con la pace di Cambrai il 5 agosto 1529. Il sostegno spagnolo della duchessa Bona venne ricompensato con la riconferma dei suoi possedimenti.

### Il governo di Bona (1524–1557)
Bona, fino al 1556, amministrò il suo ducato dalla Polonia. Il suo governo fu severo e autoritario, ma anche magnanimo e benevolo con i suoi sudditi. Dalla Polonia diresse molti interventi nel suo ducato effettuando donazioni in favore di Modugno. Nel 1518 (quando era ancora duchessa Isabella) concesse al Capitolo di Modugno 425 lire per restaurare la chiesa di Maria Santissima Annunziata, concesse la creazione di un mercato di otto giorni a favore della chiesa di Sant'Eligio (ora chiesa di San Giuseppe delle Monacelle), fece costruire un ospedale per i poveri vicino alla stessa chiesa.
Bona cercò di alleviare le sofferenze della popolazione del ducato che spesso soffriva di siccità facendo costruire diversi pozzi. A Modugno, fece costruire lungo la via che conduceva a Carbonara un pozzo profondo 60 metri che rimase visibile fino al 1960. Un altro dei pozzi pubblici costruiti da Bona Sforza è presente ancora oggi a Bari alle spalle della Cattedrale di San Sabino e riporta l'iscrizione in latino (tradotta in italiano): “Venite o poveri, con letizia e bevete senza spese l'acqua che vi fornì Bona regina di Polonia”.
Tra le varie opere pubbliche promosse per la salute pubblica, fece realizzare un canale lungo le mura di Modugno per evitare che le acque reflue ristagnassero per le strade e provocassero malattie.
La regina Bona portò con sé alla corte di Sigismondo I diversi letterati e uomini di cultura che fece suoi ministri. Fra questi si ricordano i modugnesi Scipione Scolaro, Girolamo Cornale (fratello di Amedeo) e Vito Pascale, tanto stimato a corte che, quando questi chiese di tornare in patria, il giovane Sigismondo II di Polonia gli chiese di rimanere nominandolo cancelliere.
È possibile, ma non si hanno notizie certe al riguardo, che la regina possedesse a Modugno un proprio Palazzo nel quale si recava quando era in visita in città. Esso è individuato in una costruzione che sorge ancora oggi nei pressi della chiesa del Carmine. È certo che Bona possedeva a Modugno una scuderia di cavalli nei pressi della chiesa matrice.
Bona cercò anche di ampliare il proprio ducato: nel 1536 acquistò la città di Capurso e nel 1542 acquistò anche la contea di Noia e Triggiano. Per raggiungere la cifra necessaria all'acquisto della contea (68 000 ducati) impose nei suoi feudi delle nuove tasse, e in questa occasione l'Università di Bari (amministrazione comunale) si lamenta presso la regina del fatto che Modugno sia “laudata e amata più di questa città (Bari) dalla M.V. (maestà vostra)”.

### Ritorno dalla Polonia

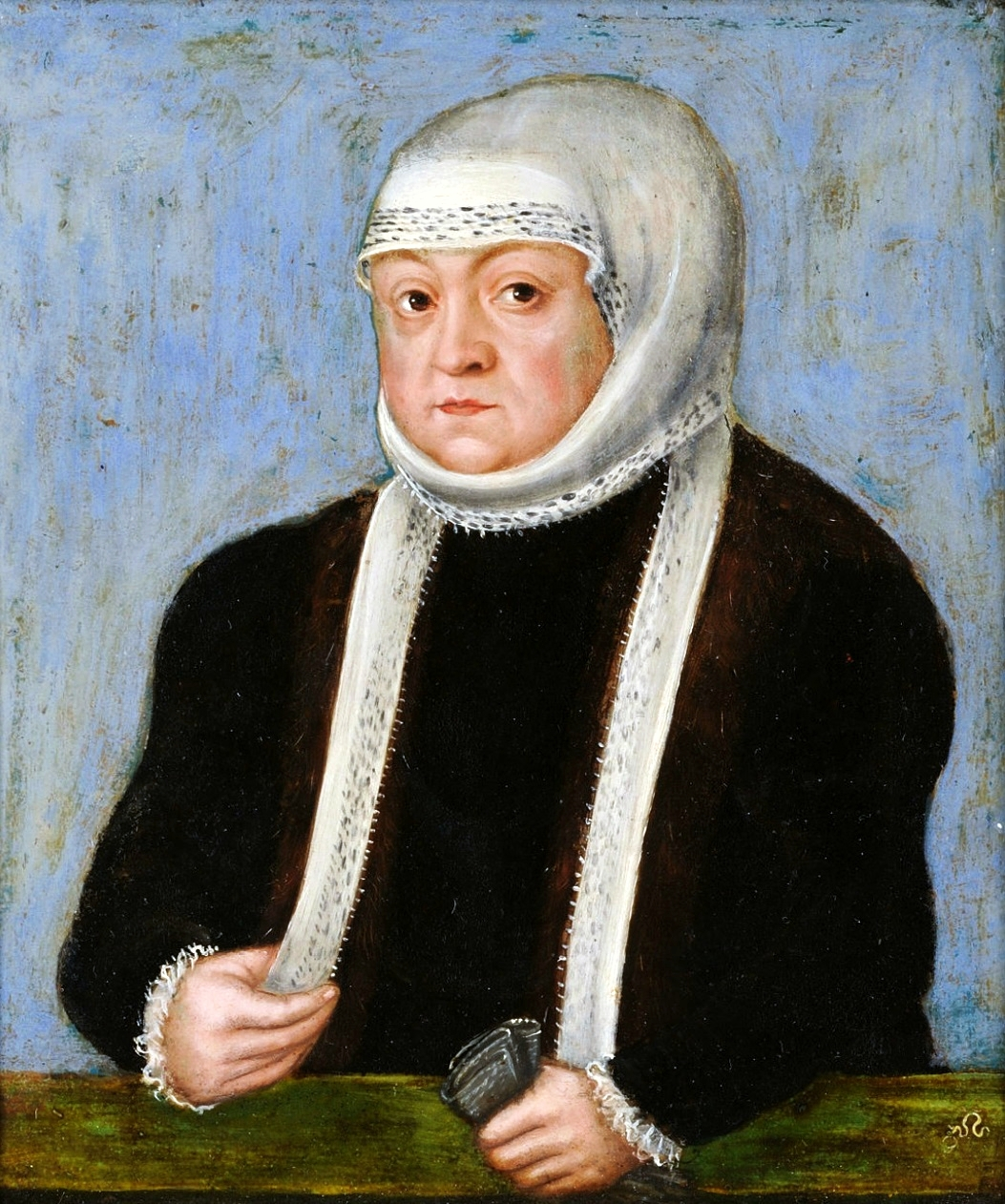
Bona Sforza

Dopo la morte del marito con conseguente ascesa al trono del figlio Sigismondo Augusto, l'orgogliosa Bona Sforza iniziò a meditare il suo ritorno in Italia. Successivamente, il figlio prese come moglie in seconde nozze Barbara Radziwl, figlia del barone Giorgio Radziwl, aderente al luteranesimo. Bona non riuscì a sopportare il fatto che diventasse regina di Polonia una sua suddita figlia, per giunta, di un eretico. La sua opposizione a Barbara fu tale che, quando essa morì, Bona venne accusata di aver commissionato il suo omicidio.
Non potendo sopportare tale clima di sospetto, decise di tornare in Puglia dicendo che aveva bisogno di un clima più salubre e che sarebbe presto ritornata. Ciò nonostante, i figli, il senato e la popolazione polacca cercarono di opporsi alla partenza di Bona riconoscendo in lei la causa del progresso senza precedenti della Polonia.
Prima di partire volle sistemare la situazione relativa all'attribuzione del ducato, che nel 1528 Carlo V le aveva concesso solo in attesa della conclusione del processo in corso. Per garantirsene il possesso, Bona propose a Carlo V di rinunciare a ogni diritto di successione per i suoi possedimenti in Sud Italia a patto di poterli tenere sino alla sua morte. Carlo V accettò.
Dalla Polonia si recò nella Repubblica di Venezia. Qui venne accolta con grandi cerimonie e venne scortata con sei galee fino a Bari dove giunse il 12 gennaio 1556 accolta dalla popolazione festante. Bona si stabilì nel Castello da dove si occupò del governo del proprio ducato. Chiamò alla sua corte artisti e letterati come aveva fatto a Varsavia.
Dopo la regina, tornarono in Puglia anche i suoi consiglieri modugnesi Scipione Scolaro e Vito Pascale. Quest'ultimo quando era ancora in Polonia, il 5 dicembre 1550 aveva avuto in dono dall'Università di Modugno un terreno prospiciente la piazza principale dove venne costruito il palazzo Pascale-Scarli).
Nel novembre 1557 la regina Bona Sforza morì per una misteriosa malattia nel castello di Bari. Venne trovato un testamento col quale lasciava i ducati di Bari e di Rossano al re di Spagna Filippo II, le città di Triggiano, Capurso e Noia al potente ministro Gian Lorenzo Pappacoda e diverse donazioni ai poveri e alle chiese del ducato.
Il suo corpo giace nella Basilica di San Nicola di Bari.

### Vicereame spagnolo
Filippo II acquisì i territori appartenuti alla regina, ma Sigismondo Augusto protestò dicendo che il testamento era stato fatto compilare dal ministro Pappacoda quando era malata. La questione venne posta al giudizio dell'Imperatore Ferdinando, che decise in favore di Filippo II. Modugno passò in mano alla corona di Spagna ma, avendo Filippo II bisogno di denaro, vendette nel 1558 il feudo al viceré di Sicilia Don Garzia di Toledo per 44 000 ducati. Alla morte del viceré, Modugno ritorno alla disponibilità della corona.
Dal 1529 la Spagna era in possesso della Lombardia, del Regno delle Due Sicilie, della Sardegna e dello Stato dei Presidii. La Spagna governava questi territori per mezzo di viceré e considerava l'Italia come colonia da sfruttare economicamente e come territorio di frontiera a difesa dai Turchi.
Una delle caratteristiche del dominio spagnolo fu un incremento della pressione fiscale che si concentrava maggiormente sui poveri dato che i grandi feudatari e il clero erano esenti. Le numerose guerre, i matrimoni reali, i vari avvenimenti di corte e la formazione di nuovi eserciti richiedevano un'enorme quantità di denaro e il Governo spagnolo era costretto a utilizzare ogni mezzo per incrementare le entrate: tasse, prestiti, arredamenti (vendita dei diritti di riscossione tributaria), emissione di moneta svalutata, cessione di feudi, vendita di privilegi e di titoli nobiliari.
Per avere un'idea di quanto fosse aumentata la pressione fiscale basti ricordare che all'inizio della dominazione spagnola le entrate erano di 2 milioni di ducati, alla metà del XVII secolo erano di 116 milioni. Di questo denaro, poco o nulla venne speso a favore delle popolazioni o per lo sviluppo del commercio e delle infrastrutture.
Tutte le vessazioni economiche causarono la caduta in miseria di quattro quinti della popolazione e l'incuria del governo per le condizioni igieniche provocò il diffondersi di epidemie: la maggior parte delle pestilenze si verificò durante il periodo della dominazione spagnola. Le frequenti carestie decimavano la popolazione dato il diffuso stato di malnutrizione degli abitanti del Sud Italia.
La miseria indusse molte persone a entrare nella criminalità e a ingrandire il fenomeno del brigantaggio, temuto ma appoggiato dalle popolazioni in quanto rappresentava una forma di lotta allo strapotere dei dominatori.
In Puglia, inoltre, permaneva il pericolo di incursioni da parte dei pirati Turchi. Nel 1647 venne inviato a Bari il Governatore Giorgio Sguerra de Rozas per contrastare un eventuale sbarco di Turchi e alcune compagnie spagnole alloggiarono anche a Modugno. Le città che ospitavano presidii militari erano obbligate a provvedere al sostentamento delle truppe con spese molto elevate per le casse comunali. Era considerato un privilegio non ospitare una guarnigione spagnola, privilegio che si doveva pagare. La città nel 1619, contrasse un mutuo di 2 500 ducati per provvedere al mantenimento di alcune compagnie di soldati.
I soldati, inoltre, compivano ogni sorta di sopruso sulle popolazioni che rispondevano di quando in quando con rivolte. Queste spesso si ritorcevano contro la stessa popolazione dato che non avevano alcuna possibilità di cambiare la situazione (durante le rivolte si acclamava alla Spagna e al Re). La rivolta iniziata a Napoli da Masaniello nel 1647 si allargò anche in Puglia e a Bari i tumulti furono capeggiati da Paolo Ribecco.

### Smembramento e termine del Ducato di Bari
Gli spagnoli, al loro insediarsi in Italia meridionale, dovettero fare i conti con lo strapotere dei Baroni che influivano pesantemente nelle decisioni del governo centrale. 
Per contrastare il grande potere concentrato nelle mani dei feudatari, il governo del vicereame spagnolo di Napoli intervenne con una duplice strategia: frammentare i grandi possedimenti e vendere separatamente i piccoli feudi; favorire lo svincolo dalla servitù delle città infeudate che, pagando un riscatto, potevano acquisire la libertà demaniale dipendendo direttamente dall'autorità del re. Questo sistema consentiva alle città di non sottostare più ai soprusi dei feudatari, ma spesso risultava dannoso per le stesse città: per pagare il riscatto, molte città si indebitarono e furono costrette a chiedere il ritorno di un feudatario. Inoltre, il vicereame spagnolo utilizzava questo meccanismo per acquisire denaro, rivendendo le città riscattate a nuovi feudatari. “Vi furono città che si comprarono tre volte. Ciò sta a testimoniare il terrore che le città avevano dei bariìi, lo spirito di sacrificio delle popolazioni e l'ingiustizia del sovrano spagnolo”.
L'anno seguente alla morte di Bona Sforza, con il ritorno dei territori di Bari, Modugno e Palo del Colle alla Corona di Spagna, Modugno e Palo vennero dati in feudo a Don Garcia Toledo con la proibizione di rivendere il feudo. In questa maniera, alla morte del viceré di Sicilia, i territori tornarono al Demanio. Con lettere del 3 luglio e 26 agosto 1581 Filippo II vendette nuovamente Modugno per 40 000 ducati al genovese Ansaldo Grimaldi, suo consigliere. Palo venne venduta per 50 000 ducati alla suocera di Grimaldi, Brigida de Mari. Queste vendite non prevedevano clausole.

## Duchi di Bari
- Raimondo Orsini del Balzo;
- Jacopo Caldora (1432-1439);
- Antonio Caldora (1439-1440);

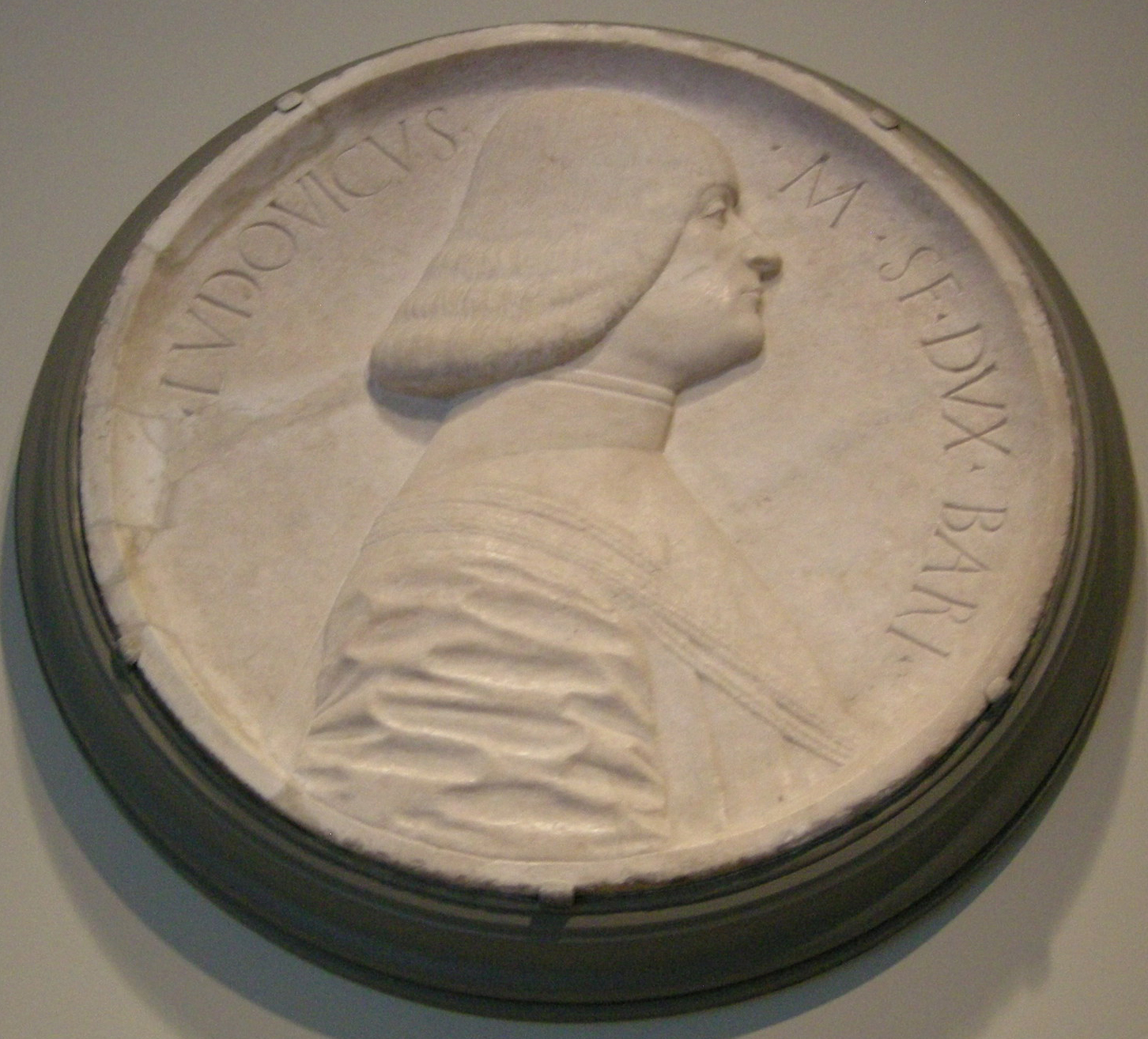
Benedetto Briosco, Bassorilievo del duca di Bari Ludovico Sforza, 1490 circa

- Giovanni Antonio Orsini del Balzo (1440-1463);
  - per mancanza di eredi legittimi il Ducato passa al reale demanio napoletano
- Sforza Maria Sforza (1464-1479);
- Ludovico Sforza (1479-1500);
- Sforza Francesco II Sforza (1497-1535);
- Isabella d'Aragona (1501-1524);
- Bona Sforza (1524-1557);
  - il Ducato passa alla Corona di Spagna
- Giovanni Carafa (1558-1561).